# Rémond Monclar
Pour les articles homonymes, voir Monclar et Magrin.
Rémond Magrin dit Rémond Monclar (Paris, 17 février 1894 - Nice, 22 octobre 1972), est un militaire français, Compagnon de la Libération. Vétéran de la Première Guerre mondiale au cours de laquelle il a été cité plusieurs fois, il est mobilisé au début de la seconde et affecté dans une unité de censure compte tenu de son âge. Désireux de combattre à nouveau, il parvient à se faire affecter à la 13e demi-brigade de légion étrangère avec laquelle il participe à la campagne de Norvège. En juin 1940, il choisit de se rallier à la France libre et combat en Afrique et au Moyen-Orient. Il est le cousin germain du général Raoul Magrin-Vernerey.

## Biographie

### Jeunesse et engagement
Rémond Magrin naît le 17 février 1894 à Paris d'un père ancien gardien de la paix qui fonde à la fin du XIXe siècle la Compagnie française du gramophone, filiale française de la Gramophone Company qui exploite la marque La voix de son maître. En octobre 1912, il s'engage pour trois ans dans l'armée et est affecté au 22e régiment de dragons (22e RD). Il est promu brigadier le 8 novembre 1913.

### Première Guerre mondiale
Toujours dans les rangs du 22e RD lors du déclenchement de la Première Guerre mondiale, il combat en Belgique puis participe à la bataille de l'Ourcq où il est blessé à la main le 6 septembre 1914 en entraînant sa section sous le feu ennemi,. Récipiendaire d'une citation à l'ordre de l'armée le 25 octobre 1914, il passe l'année suivante en Artois et en Champagne et est promu maréchal des logis le 5 octobre 1915,. Après avoir opéré avec son régiment, durant les premiers mois de l'année 1916, dans les secteurs de Souain, Suippes et Mourmelon, il est muté le 10 juin 1916 au 11e régiment de cuirassiers,. Promu sous-lieutenant à titre temporaire le 12 novembre 1916, il demande à passer dans l'infanterie et est muté le 20 novembre au 60e régiment d'infanterie (60e RI) où il est affecté au bataillon commandé par son cousin, le capitaine Raoul Magrin-Vernerey. 
Jusqu'à la fin de l'année 1916, le 60e RI est déployé dans le secteur de la main de Massiges. Relevé en décembre, il séjourne à l'arrière des lignes dans plusieurs secteurs de la Marne jusqu'au mois d'avril. Le 16 avril, le régiment est engagé dans la bataille du Chemin des Dames. Dès le premier jour de l'offensive, près du village de Berméricourt, Le sous-lieutenant Magrin se distingue en maintenant sa section sur sa position malgré une intense attaque ennemie. Débordé par les Allemands, il parvient à protéger ses flancs en y établissant des barrages. Prenant la tête de sa compagnie, il parvient à rétablir la liaison avec son chef de bataillon puis mène une contre-attaque à l'issue de laquelle il parvient à rejeter l'ennemi sur ses lignes. Tuant trois soldats ennemis de ses propres mains et s'emparant d'une mitrailleuse, il est ensuite gravement blessé à la jambe par un éclat d'obus. Cette action lui vaut d'être cité à l'ordre de la 5e armée le 23 avril 1917 et à l'ordre de la division le 10 août suivant. Après sa convalescence, il est détaché comme officier de liaison auprès de l'armée anglaise en octobre 1917 puis auprès de l'armée américaine en février 1918. 
Promu sous-lieutenant à titre définitif le 29 mars 1918, il est lieutenant à titre temporaire le 11 juin puis à titre définitif le 27 novembre. Affecté au 1er régiment de tirailleurs marocains le 23 mars 1919, il séjourne au Maroc jusqu'en octobre 1919, date à laquelle il quitte l'armée d'active et intègre la réserve du 60e RI.

### Entre-deux-guerres
Après la guerre, Rémond Magrin travaille à la société Pathé-Marconi issue de la fusion de la Compagnie française du gramophone de son père et de la Compagnie générale des machines parlantes Pathé frères. Il est également directeur de la branche photographie de la société Salabert ainsi que d'un laboratoire de photographie industrielle.

### Seconde Guerre mondiale
Après le déclenchement de la Seconde Guerre mondiale, Rémond Magrin est rappelé à l'activité le 3 octobre 1939. Déjà âgé de 45 ans, il n'est pas affecté à une unité combattante mais détaché au service du contrôle postal de Besançon le 1er décembre puis à la section du contrôle des informations de presse de Dôle une semaine plus tard. Désireux de combattre, il parvient, au début de l'année 1940, à se faire une nouvelle fois muter sous les ordres de son cousin Raoul Magrin-Vernerey, alors colonel commandant la 13e demi-brigade de légion étrangère (13e DBLE),.
Incorporés au corps expéditionnaire français en Scandinavie, le lieutenant Magrin et la 13e DBLE prennent part à la campagne de Norvège. Magrin s'illustre lors de la bataille de Narvik à l'issue de laquelle il reçoit une citation. Après la Norvège, Magrin suit la 13e DBLE en Bretagne d'où elle repart aussitôt devant l'avancée des troupes allemandes en France. Débarqués en Angleterre à la fin du mois de juin 1940, une partie des hommes de la demi-brigade choisissent de se rallier à la France libre. Rémond et Raoul Magrin sont de ceux-là et choisissent le pseudonyme commun de Monclar. Engagé dans les forces françaises libres et promu capitaine, Rémond Monclar participe à la bataille de Dakar en septembre puis à la campagne du Gabon en novembre. Engagé dans la campagne d'Érythrée, il s'illustre lors des combats de Keren et de Massaoua. En juillet 1941, il est chargé de la liaison avec le commandement de l'armée britannique et est promu chef de bataillon. Il est ensuite envoyé en Syrie où il prend le commandement des escadrons légers de Druzes du 1er août 1941 au 30 mars 1942. Entre-temps, le 3 décembre 1941, le régime de Vichy le condamne à mort par contumace pour son ralliement au général de Gaulle.
Responsable pendant plusieurs mois des affaires économiques du territoire alaouites, il retourne à Londres où il devient chef d'état-major des forces terrestres françaises. D'avril à septembre 1943, il bénéficie d'un congé pour raisons médicales puis, en décembre de la même année, il retrouve le commandement du groupement d'escadrons légers de Druzes. Promu lieutenant-colonel, il est mis à la tête de l'école de combat de Beyrouth de septembre 1944 à avril 1945. Il est ensuite chargé de l'organisation de l'infanterie de l'armée française jusqu'à sa démobilisation en juillet 1946.

### Après-Guerre
Devenu chef d'entreprise, Rémond Magrin dirige à partir de 1947 les laboratoires Magrin dit Monclar à Issy-les-Moulineaux. Toujours réserviste, il est promu colonel en 1950. Rémond Magrin meurt le 22 octobre 1972 à Nice et est inhumé à Bazoches-sur-Guyonne, dans les Yvelines.

## Décorations
|  |  |  |
|  |  |  |

| Officier de la Légion d'honneur      | Officier de la Légion d'honneur      | Compagnon de la Libération                | Compagnon de la Libération                | Croix de guerre 1914-1918 (France) Avec deux palmes et deux étoiles d'argent | Croix de guerre 1914-1918 (France) Avec deux palmes et deux étoiles d'argent |
| Croix de guerre 1939-1945 Avec palme | Croix de guerre 1939-1945 Avec palme | Médaille coloniale Avec agrafe "Érythrée" | Médaille coloniale Avec agrafe "Érythrée" | Ordre du Mérite (Syrie)                                                      | Ordre du Mérite (Syrie)                                                      |